# Милијан Деспотовић
Милијан Деспотовић (Субјел, код Косјерића, 1952) је српски публициста, књижевник и песник.

## Живот
Студирао на Факултету народне одбране у Београду а књижевност и библиотекарство на Филозофском факултету у Сарајеву. Живи у Пожеги, уредник је Књижевних новина „Свитак“ и првог часописа за хаику поезију на српском језику „Паун“. Установио је књижевне награде које се редовно додељују у Пожеги: "Млади Момчило" (2001); "Момчило Тешић" (2005); "Хаџи Драган" (2009) и "Пауново писмо" (2013) и "Мала паприка" (2017).
Пише поезију за децу и одрасле, прозу, афоризме, књижевну и ликовну критику. Афоризми, савремена и хаику поезија су му превођени на: италијански, француски, шпански, енглески, немачки, мађарски, словеначки, румунски, русински, пољски, бугарски, македонски, турски, руски, јапански, арапски и грчки језик. Заступљен је у више антологија савремене и хаику поезије, код нас и у свету. Добитник је више књижевних награда, међу којима и: „Паунове награде” (Народна библиотека Ужице, 1999); „Јохан Волфганг Гете”, (Српска дијаспора у Штутгарту, 2001); „Цар Урош” (Јазак, 2004); „Лазар Зубан” (Општина Пожега); награда „Сима Цуцић„ (Банатски културни центар Ново Милошево, 2013; „Милутин Ускоковић” (Куршумлија, 2015); „Мала птица” (2017), Међународне награде „Наџи наман„ (Naji Naaman), Jounieh – Lebanon (Жуње, Либанскa република), „Почасне награде за укупно стваралаштво“ – „Honour prizes (for complete works),” за ову награду било је предложено 2386 писаца који пишу на 27 светских језика а награђено је њих 60, међу којима је и Милијан Деспотовић једини добитник ове награде у сезони 2018–2019. из Србије који пише на српском језику, Награду Скупштине општине Косјерић ("Антоније Косјер") за допринос у области културе (2024).
Канадски часопис „Levres urbaines“, који финансира Министарство културе Канаде, посветио је 1997. свој 29. број поезији Милијана Деспотовића (у преводу Мирјане Михајловић из Ниша) и канадског песника, академика Адре Руа.
Члан је Удружења књижевника Србије. Од 1989–2012. је председник Књижевне заједнице Удружења књижевника Србије за Златиборски округ. Од 2006-2020. члан је Кадровске комисије УКС-а.
За редовног члана Матице српске (Нови Сад), примљен је 2009. године. Почасни је члан Куће културе Наџи Наман (Maison Naaman pour la Culture), из Либана, од 2018. Награђиван за поезију и делатност у култури.

## Дела (библиографија)
Водећи дијалоге о нашој савременој поезији, Владан Панковић и Никица Банић су (Кадињача, Ужице, 2001) објавили књигу „Сагледавање спектра дугиних боја у поезији Милијана Деспотовића“, др Милован Гочманац објавио је студију о књижевном делу Милијана Деспотовића „Мисаона изворишта природе и људи“ (Свитак, Пожега, 2013) и студију о књижевној критици Милијана Деспотовића "Песнички језик неологистичке посвећености критици" (Алма, Београд, 2023), Бранка Лазић је приредила књигу "Лексичка ватра језика" (Прикази и есеји о књижевном делу Милијана Деспотовића, Народна библиотека "Академик Сретен Марић", Косјерић, 2023)

### Поезија
Објавио је збирке поезије:
- Кад у мртвој тишини (1974),
- Пушчане риме (1976),
- Без најаве лет се наш завршава (збирка посвећена Пауну Петронијевићу, 1979),
- Берачи гљива (1979),
- Каменопис (1981),
- Ђуканова вода (1982, два изд.),
- Тако смо ницали, на италијанском језику (1983),
- Јединица за тату (песме за децу, 1984, два изд.),
- Невреме над Субјелом (1986),
- Јевремов штап (1995),
- Путовање ка роси (1996),
- Виолина од крика („Паунова награда”, 1999),
- Траг вечног мастила (2004),
- Миња гризе прстиће (песме за децу, 2007),
- Песникон (Избор из пожешког поетског духа, 2008),
- Разговор са Сизифом (2008),
- Несванице (2017),
- "Listy z niepewnej przyszlošci" ("Pisma iz neizvesne budućnosti" (poljsko-srpski 2023).
- Камен који хода (2024)

Збирке хаику песама:
- Врт без чворака (1987),
- Сенка у изворцу (1989),
- Хаику комуникација, коаутор (1990);
- ХАИКУ (избор хаику песама), 2019.

### Остало
Збирке афоризама:
- Неко је попустио (1986),
- Мућкајте главом (1989),
- Мале пожешке бургије (2002),
- Записи на колену (2003),
- Мисленик (2015)
- Смисленица (2024)

Монографијe
- Учитељ брани мост (о подвигу Миладина Миша Зарића, 2015)
- Витезови Црногорског среза - биографски лексикон носилаца Карађорђеве звезде у срезу Црногорском (2018)
- „Медош”, монографија о сликару Драгићу Петровићу Медошу (Заједно са Разуменком Разом Марковић, 2018)
- „СУБЈЕЛ – школа, угледници и академци” (2021)
- "Живе камене душе", крајпуташи у Срезу Црногорском (2021)
- "Крст и перо" биографски лексикон свештеника и учитеља из Црногорског среза у Балканским и Првом светском рату (2023), награда "Генерал Марић" (2023)
- "СУБЈЕЛ" – изреклице, угледници и академци (2025)

Књиге есеја и приказа:
- Расветљавања (2010),
- Свему вратити говор (2011),
- Размислице (2012), награда „Др Сима Цуцић” (2013),
- Прозор на кожи (2013),
- Узначења (2014, награда „Милутин Ускоковић”, Куршумлија),
- Одвијање свитка (2014),
- Mеморија језика (2015),
- Поздравље трептају живота (2016), Октобарска награда Беочина (2016),
- Семиотика читања (2016),
- Поетика утиска (2017),
- Реторика светлости (О књижевном делу Верице Тадић, 2018),
- Чуло језика (2019),
- Дочитавања (2020),
- Искуственик тумачења (2021),
- (Про)читанија (2021),
- Речи говоре изнутра (2021),
- Домашаји читалачких чула (2021),
- Рашчитавајући годове речи (2021),
- Језички израз душе (2022),
- Тапија на воду и небо, есеји о писцима из Врњачке Бање (2022),
- Чулци времена, есеји о књигама писаца из Крагујевца (2022),
- Пред сунцем језика (2022)
- Дисање у речи (2023)
- Телесни облик језика (2023)
- Језик кали време  (2023)
- Моћ суштине (2024)

Приредио је за штампу: збирке песама (и написао поговор), рано преминулог Пауна Петронијевића (1936–1962):
- Велико јутро (1987),
- Крв петељке (1993),
- Гласом бистре воде (1993),
- Пребело једро (2006);
- Стан мога вида (2007);
- Истргнут клас (2009);
- Оглас за душу (2010);
- Руком беле тајне (2011),
- Крајњем свемиру журим (2012),
- Дно неба тражим (2015),
- Дечак птица (2016),
- Није последња (2017),
- Свет белог бола (2020)
- Ничег изван јаве (2021),
- Бљесак у језику (2022)
- Написао поговор за књигу „Изведрице” (приредио Горан М. Деспотовић), збирку песама посвећених Пауну Петронијевићу (2012),
- Написао предговор за књигу „Једноставно Паун” (студија Радивоја Пантића о поезији Пауна Петронијевића (2016).

Приредио антологије југословенског хаику песништва:
- Лептир на чају (1991),
- Грана која маше (1991),
- Птице у плаветнилу, коприређивач (1991, заједно са Љиљаном Петровић и Бором Латиновићем)
- Јутро припада птицама (први том), југословенско хаику песништво, коприређивач (2002)са др Љиљаном Марковић и др Александром Вранеш, Филолошки факултет, Београд
- Јутро припада птицама (други том), југословенско хаику песништво, коприређивач (2002)са др Љиљаном Марковић и др Александром Вранеш, Филолошки факултет, Београд
- Јутро припада птицама (трећи том), југословенско хаику песништво, коприређивач (2002)са др Љиљаном Марковић и др Александром Вранеш, Филолошки факултет, Београд
- Поветарац над потоком, о хаику поезији и хаиђинима, коприређивач (2002)са др Љиљаном Марковић и др Александром Вранеш, Филолошки факултет, Београд
- Шљивин цвет, јапанско хаику песништво, коприређивач (2002) са др Љиљаном Марковић и др Александром Вранеш, Филолошки факултет, Београд
- Пахуље маслачка, јапанско хаику песништво у преводу на руски језик, коприређивач (2002)са др Љиљаном Марковић и др Александром Вранеш, Филолошки факултет, Београд

Написао је више од 600 приказа и есеја о књигама наших и страних писаца.